# Aimé Dupont

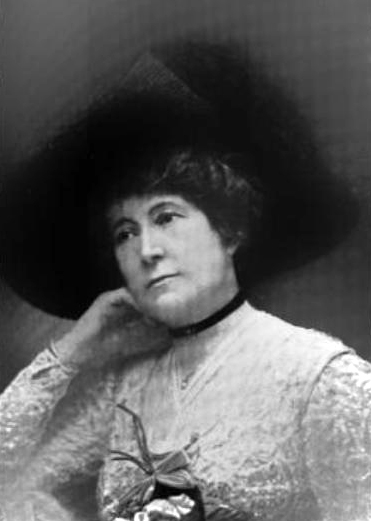
Manželka fotografa Etta Greer Dupont

Aimé Dupont (6. prosince 1841 Brusel – 16. února 1900 New York) byl americký sochař a fotograf belgického původu nejznámější svými snímky operních zpěváků, když byl oficiálním fotografem Metropolitní opery v New Yorku.

## Mládí
Dupont se narodil v Bruselu v Belgii, jako syn jednoho z předních světových fotografů. Vzdělával se na důlní škole v Lutychu, kde se naučil lámat a leštit kámen pro sochy, stejně jako technický proces vytváření fotografických tonizačních činidel z minerálů. Po ukončení studia se přestěhoval do Paříže, aby pracoval v Maison Walery jako fotografický technik, ale ve volném čase sochařil. Na počátku sedmdesátých let 19. století se rozhodl založit na Champs-Élysées svou vlastní fotografickou a sochařskou firmu. Během tohoto období se oženil s Ettou Greerovou, Američankou, která strávila hodně svého dívčího času v Paříži.
Získal několik ocenění za obě umění, včetně zlaté medaile za fotografii na pařížské výstavě v roce 1878. Jako sochař byl později honorován jako chevalier z Řádu čestné legie. Jedním z jeho pozoruhodných děl byla busta Elihu B. Washburneho, který byl velvyslancem Spojených států ve Francii během vlády Ulysses S. Granta.

## Emigrace do Spojených států
V důsledku ekonomické krize a paniky z roku 1884 řada jeho sochařských klientů zbankrotovala a Dupont zjistil, že již dále nemůže ekonomicky podnikat. Na radu své manželky se pár přestěhoval do New Yorku, kde založili fotografické studio v Harlemu, kde se Etta zabývala financemi, aby se Dupont mohl soustředit na umění.
Jeho obchodní strategií bylo zaměřit se na portréty osobností. To se úspěšně osvědčilo, takže v roce 1886 přesunuli fotografické studio na Pátou Avenue čp. 574 v Midtown Manhattanu a brzy se stal oficiálním fotografem pro tehdy nedávno založenou Metropolitní operu. Nové studio také zahrnovalo prostor pro sochařství, ale fotografie byla mnohem lukrativnější. 

## Technika
Dupont byl, stejně jako jeho současník Napoleon Sarony, známý svou schopností minimalizovat nedostatky fotografovaných, a to většinou díky využití perspektivy. Podle jedné anekdoty kdysi Dupont prokázal třídě amatérských fotografů pomocí dvou modelek, jedné hubené a druhé obézní. Umístil je tváří v tvář a přesto se zdálo, že přední rameno štíhlé ženy má stejnou velikost jako zadní rameno té obézní. Byl také zkušený v používání přirozeného světla a vybavil svůj ateliér stínítky a odraznými reflektory aby maximalizoval účinek slunečního světla.

## Stáří
V devadesátých letech začal Aimé Dupont trpět rakovinou žaludku. Těsně před schůzkou se sopranistkou Emmou Eamesovou onemocněl a nebyl schopen pracovat. Navzdory tomu, že nikdy předtím nefotografovala, Etta Dupont svého muže zastoupila a fotografování úspěšně absolvovala. Od té doby byla zodpovědná za pózování portrétovaných. Dupont zemřel na rakovinu dne 16. února 1900 ve svých 58. letech. Poté se stala oficiálním fotografem Etta (a v pozdějších letech jejich syn Albert) pod hlavičkou Aimé Dupont Studio. Po mnoho let byla řada portrétovaných přesvědčena, že to je stále Aimé Dupont. Její snaha se ukázala být dostatečně úspěšná, aby mohla otevřít další studio v Newportu na Rhode Island, a fotografovat prominenty přes léto, když studio v New Yorku bylo zavřené. V roce 1906 si však Metropolitní opera, hlavní zákazník studia, najala svého vlastního fotografa a bez uměleckého vedení začal podnik Dupont trpět. Nakonec, v roce 1920, Etta musela vyhlásit bankrot. Prodala firmu investorovi a studio stále pod jménem Aimé Dupont pokračovalo až do padesátých let dvacátého století.

## Galerie

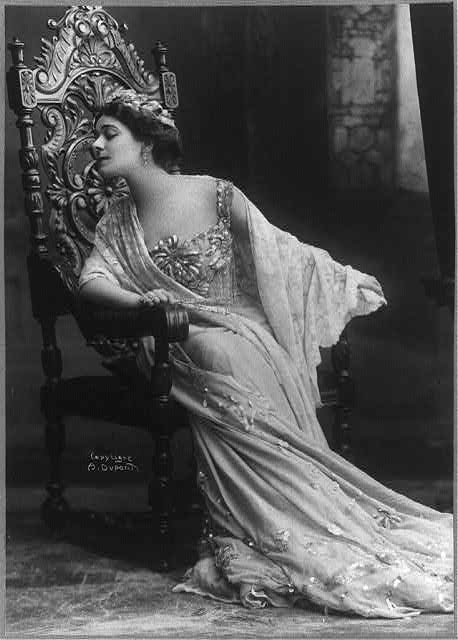
Alla Nazimova, asi 1908
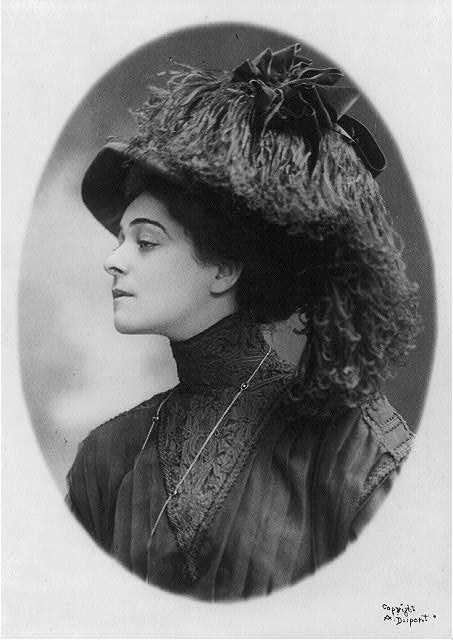
Alla Nazimova, asi 1908
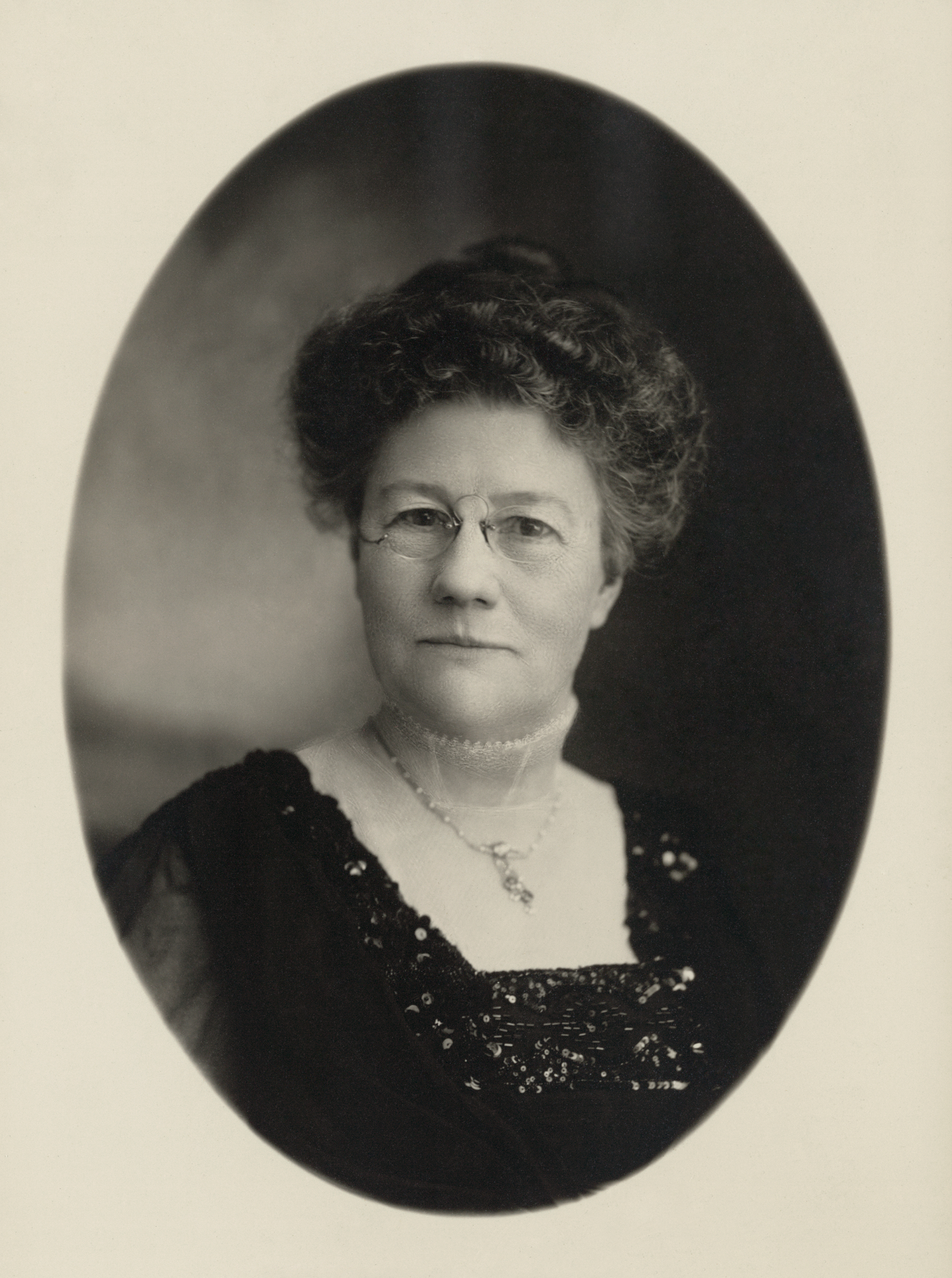
Ida Husted Harper, asi 1910-20
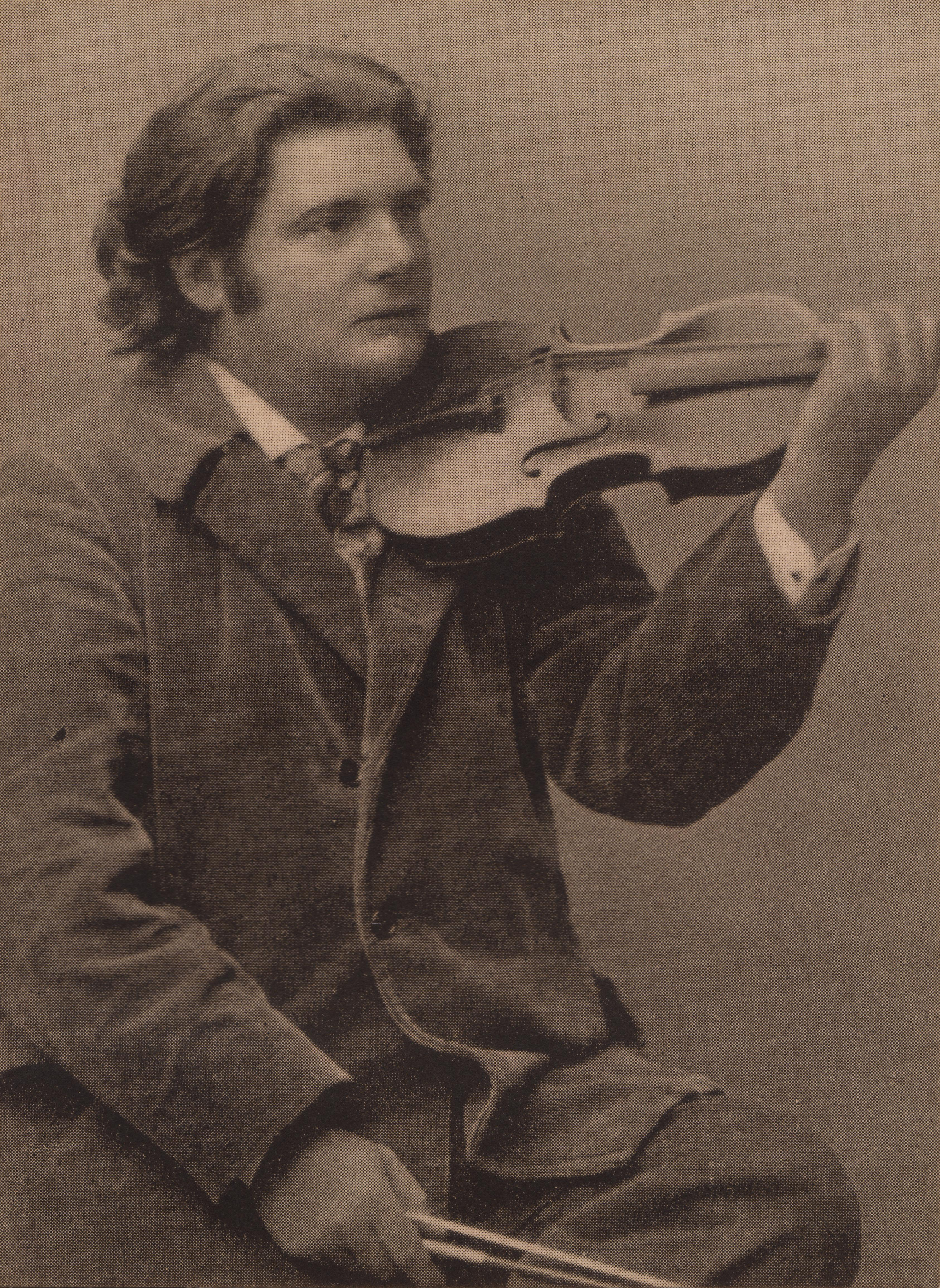
Eugene Ysaye, 1913
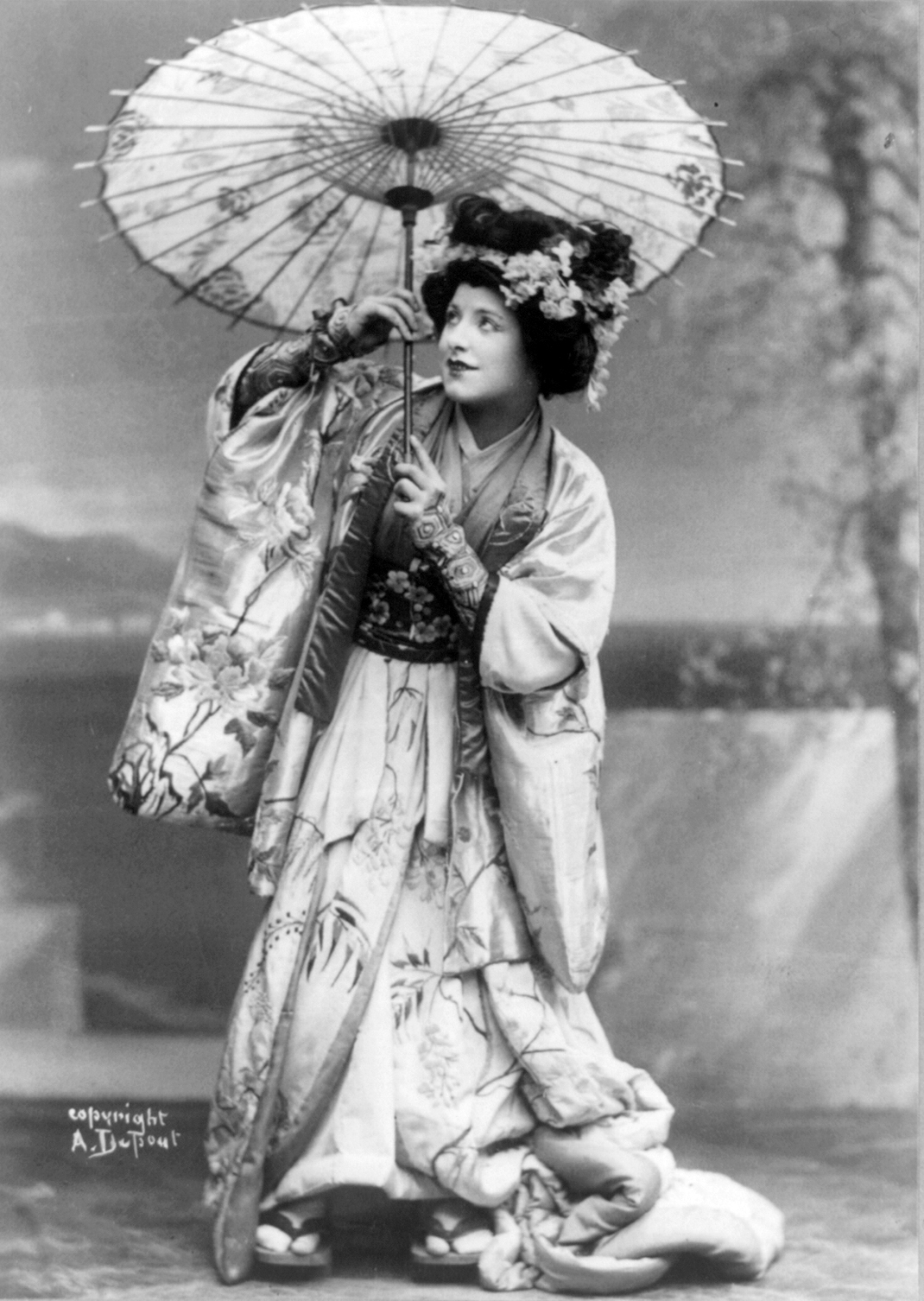
Geraldine Farrar as Madame Butterfly
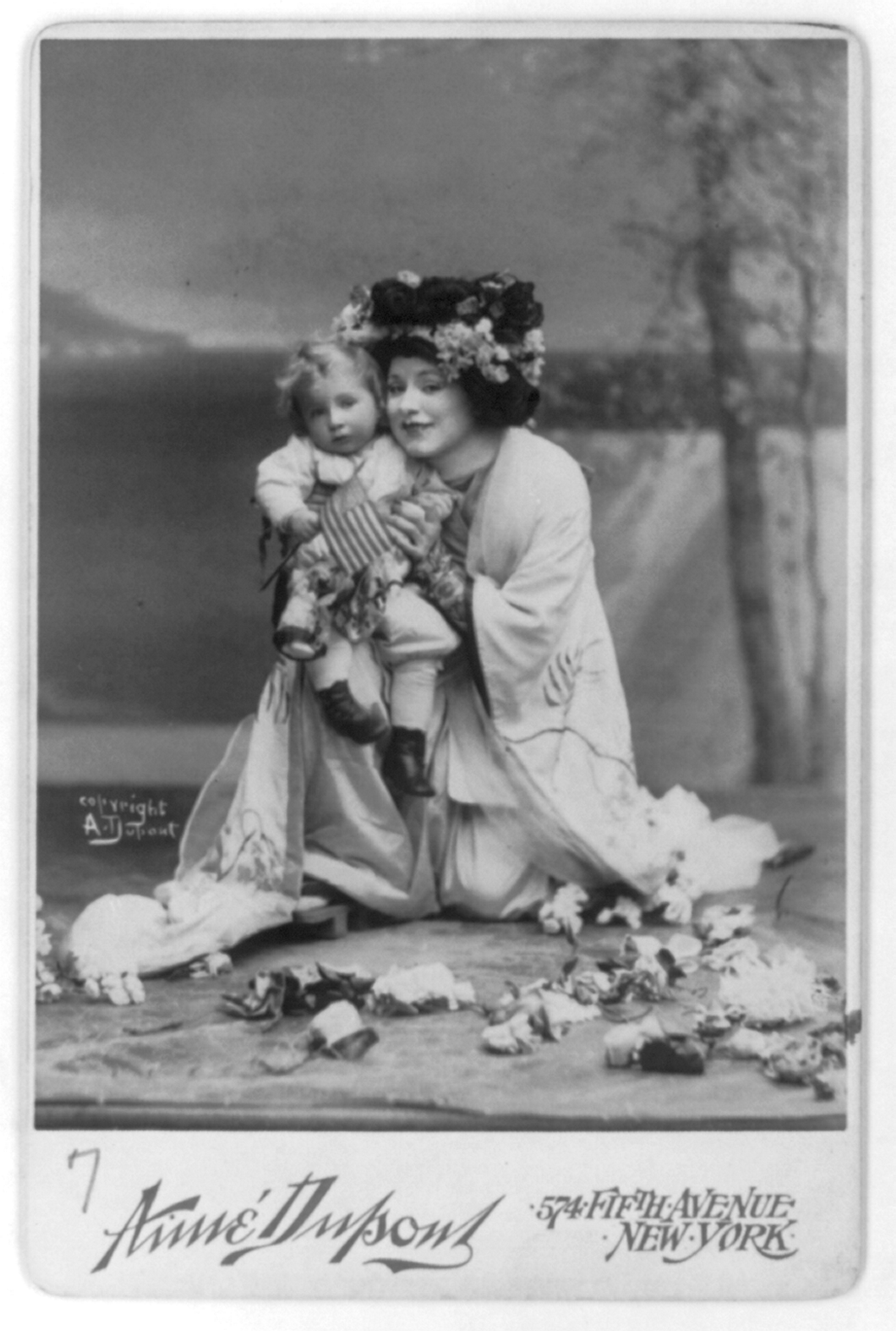
Geraldine Farrar in the role of Madame Butterfly
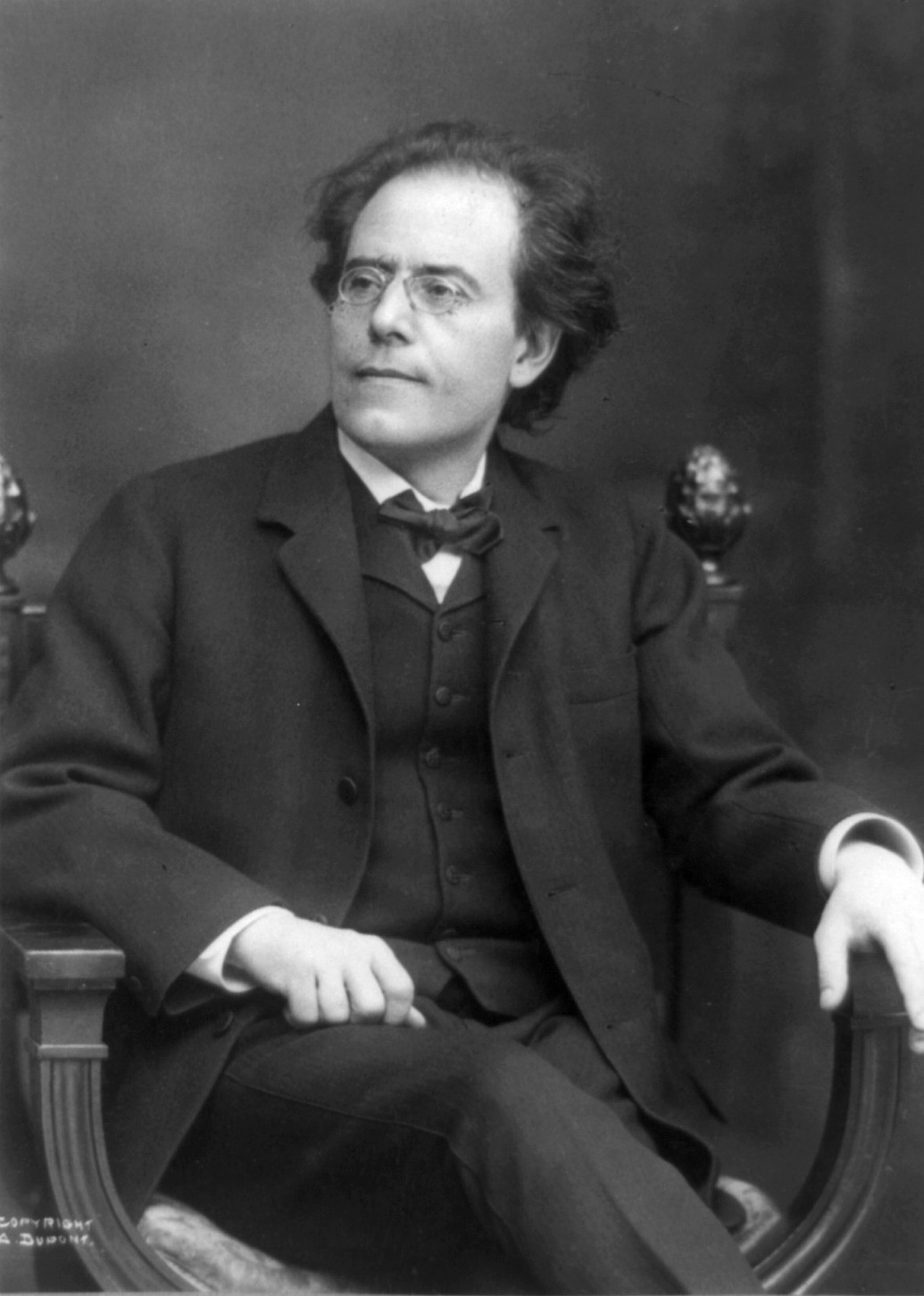
Gustav Mahler, 1909
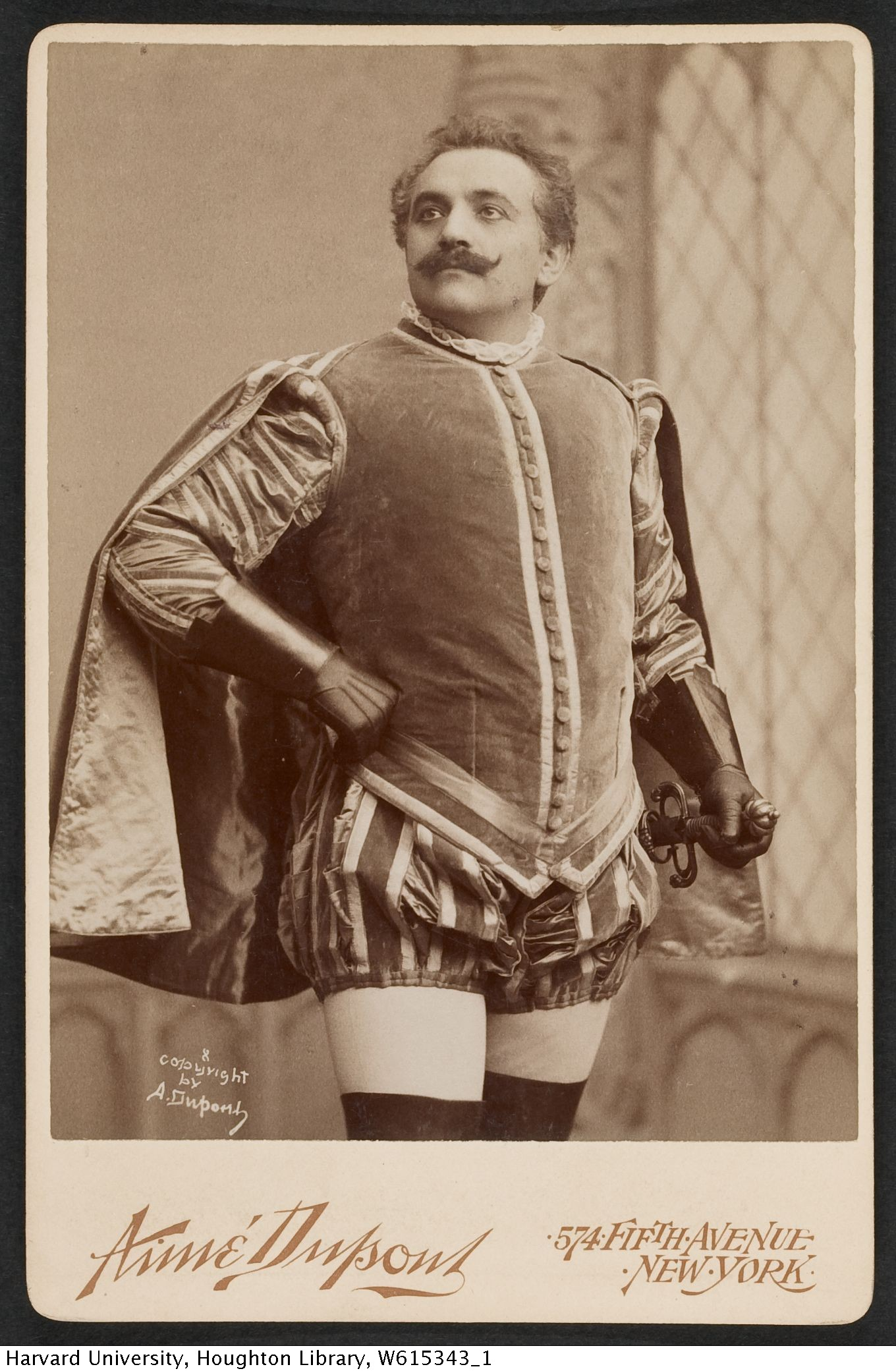
Harvard Theatre Collection - Barron Berthald
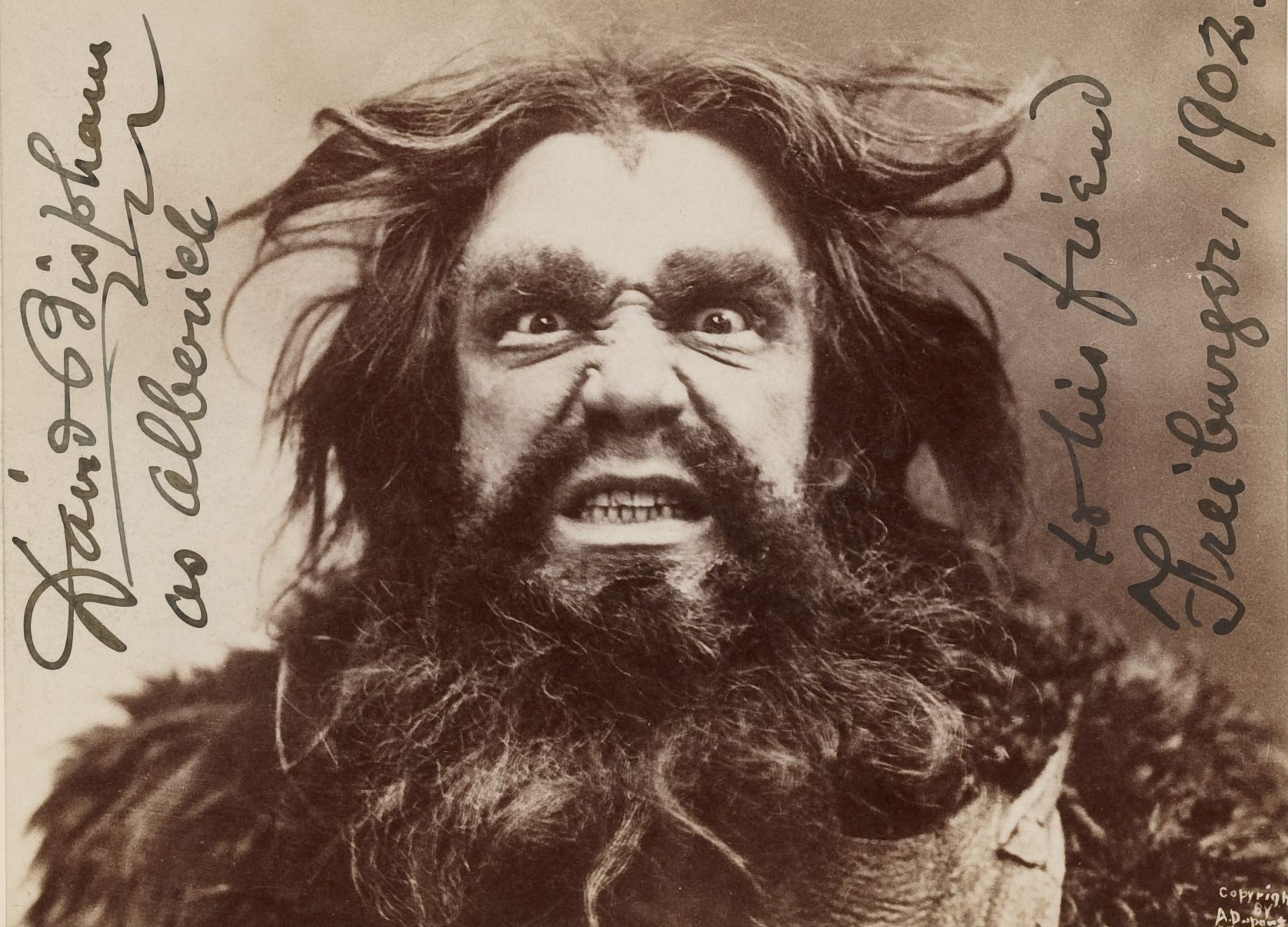
Harvard Theatre Collection - David Bispham
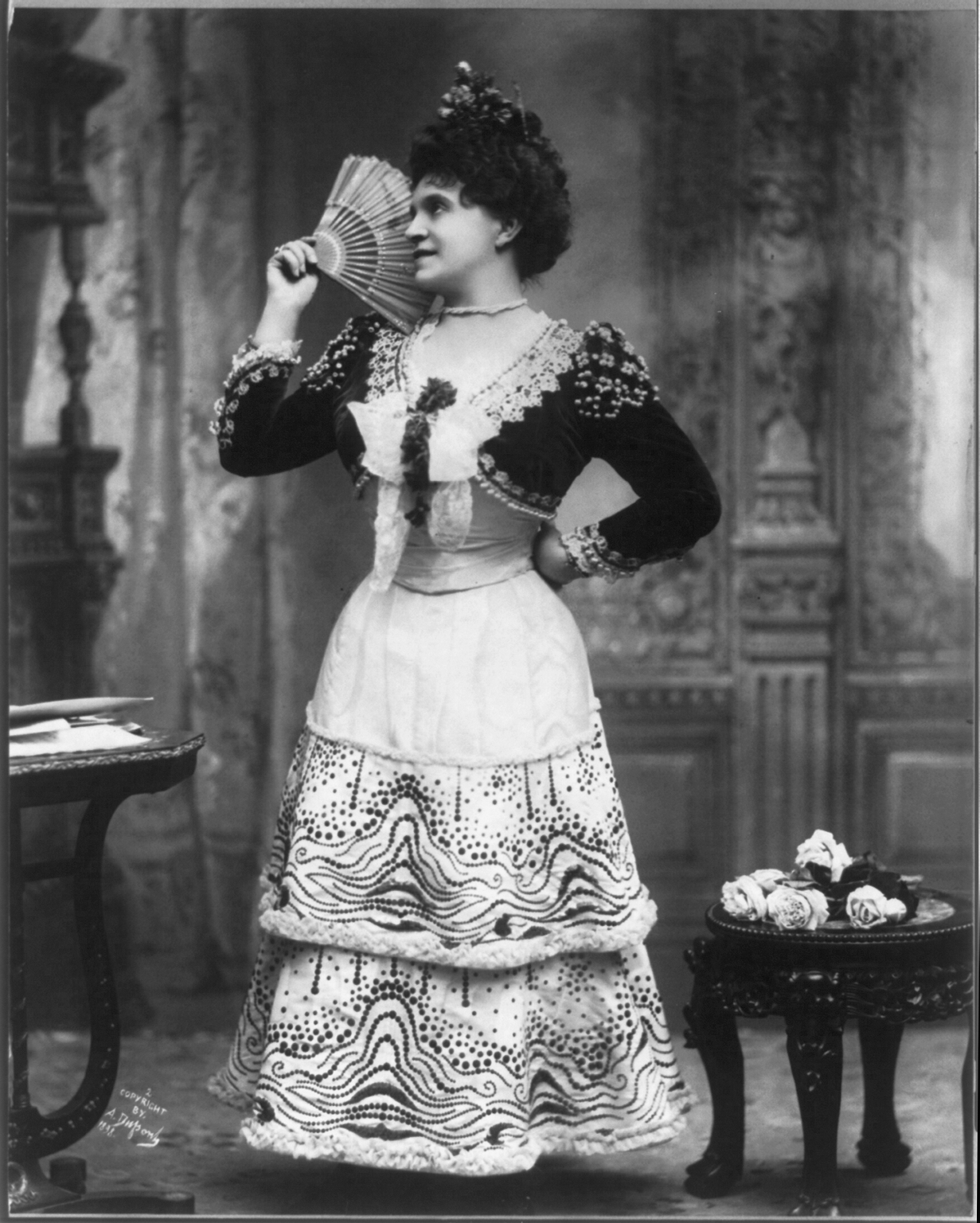
Marcella Sembrich
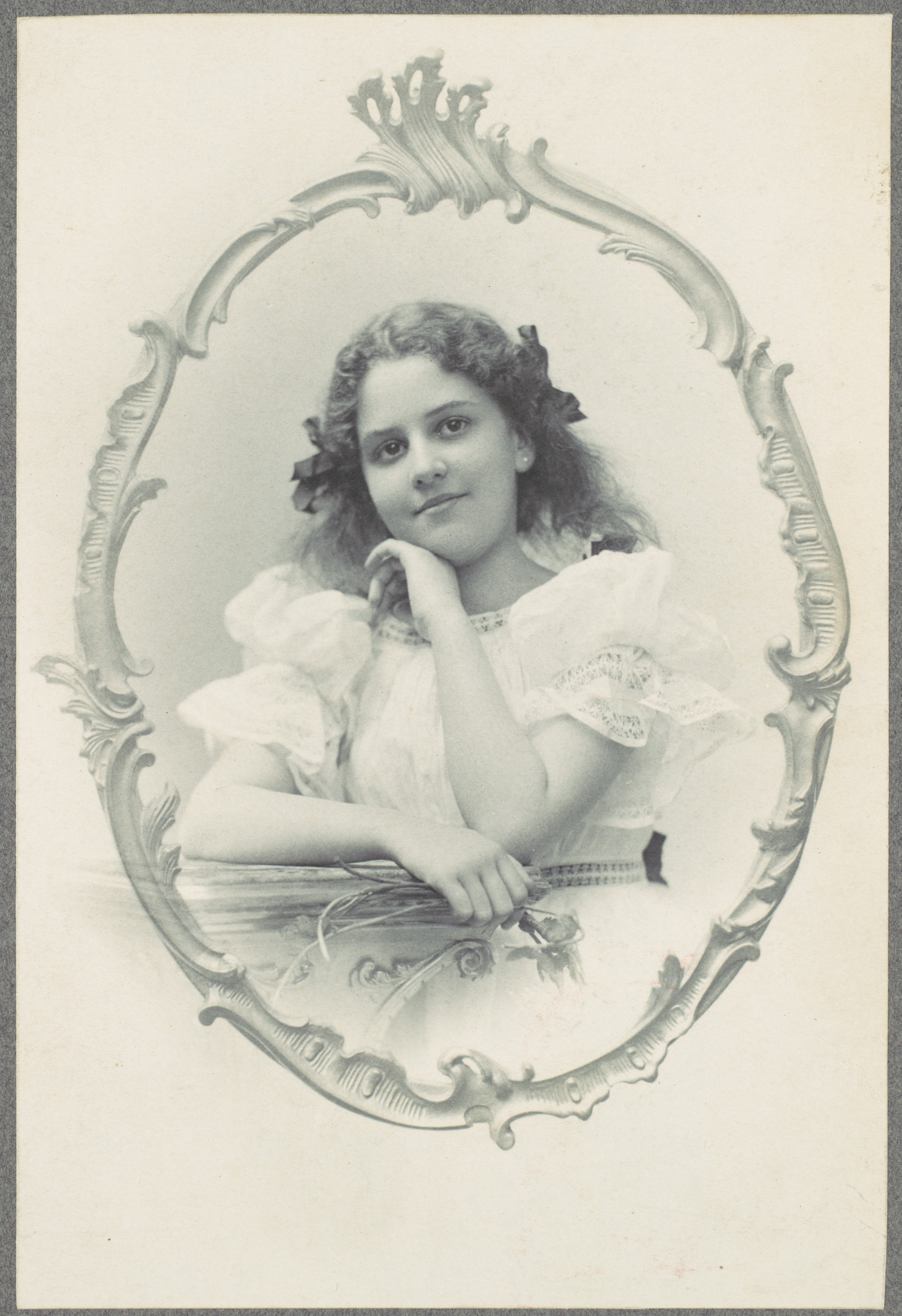
Mrs. Alice Raphael
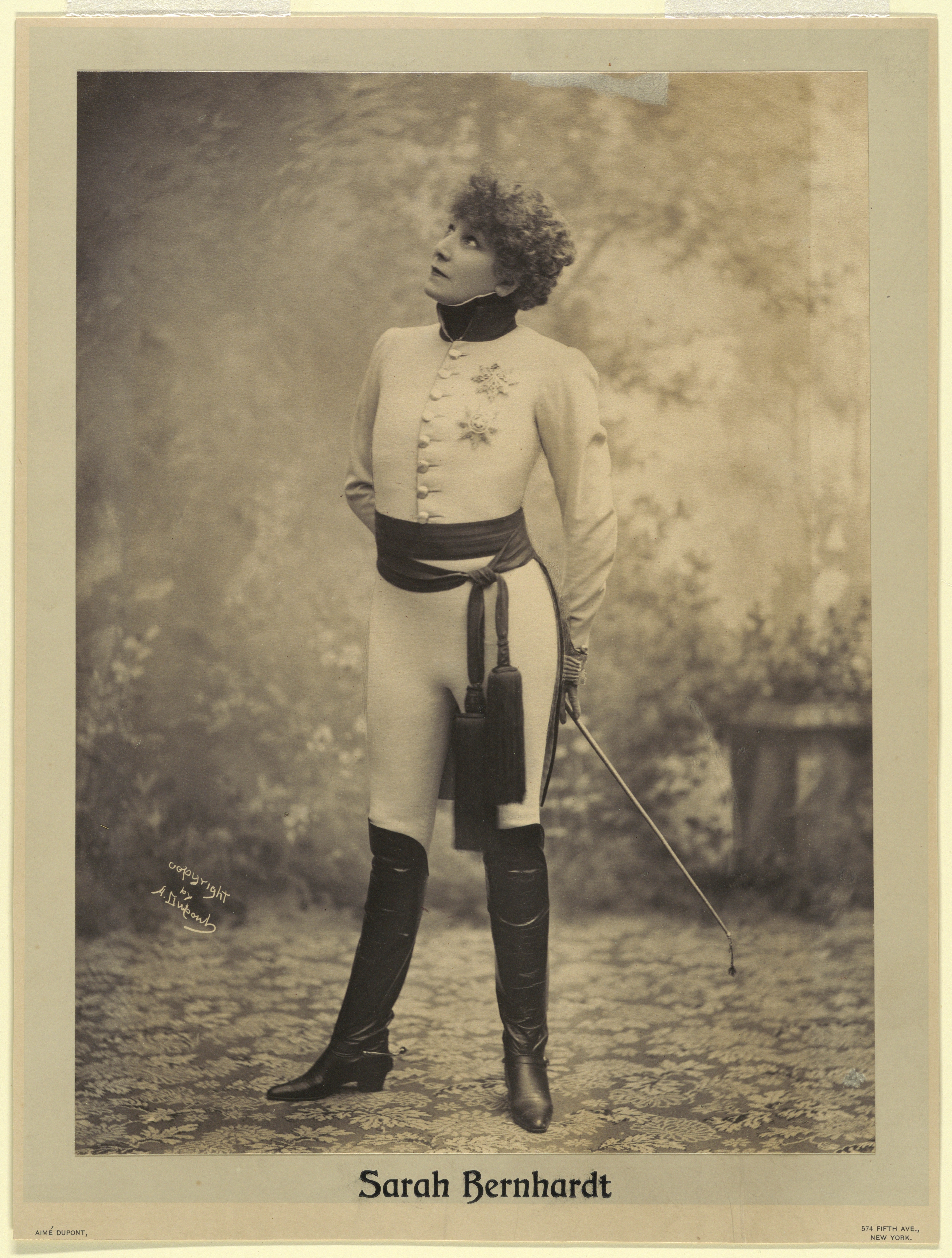
Sarah Bernhardtová jako Duke of Reichstadt (later King of Rome), asi 1900
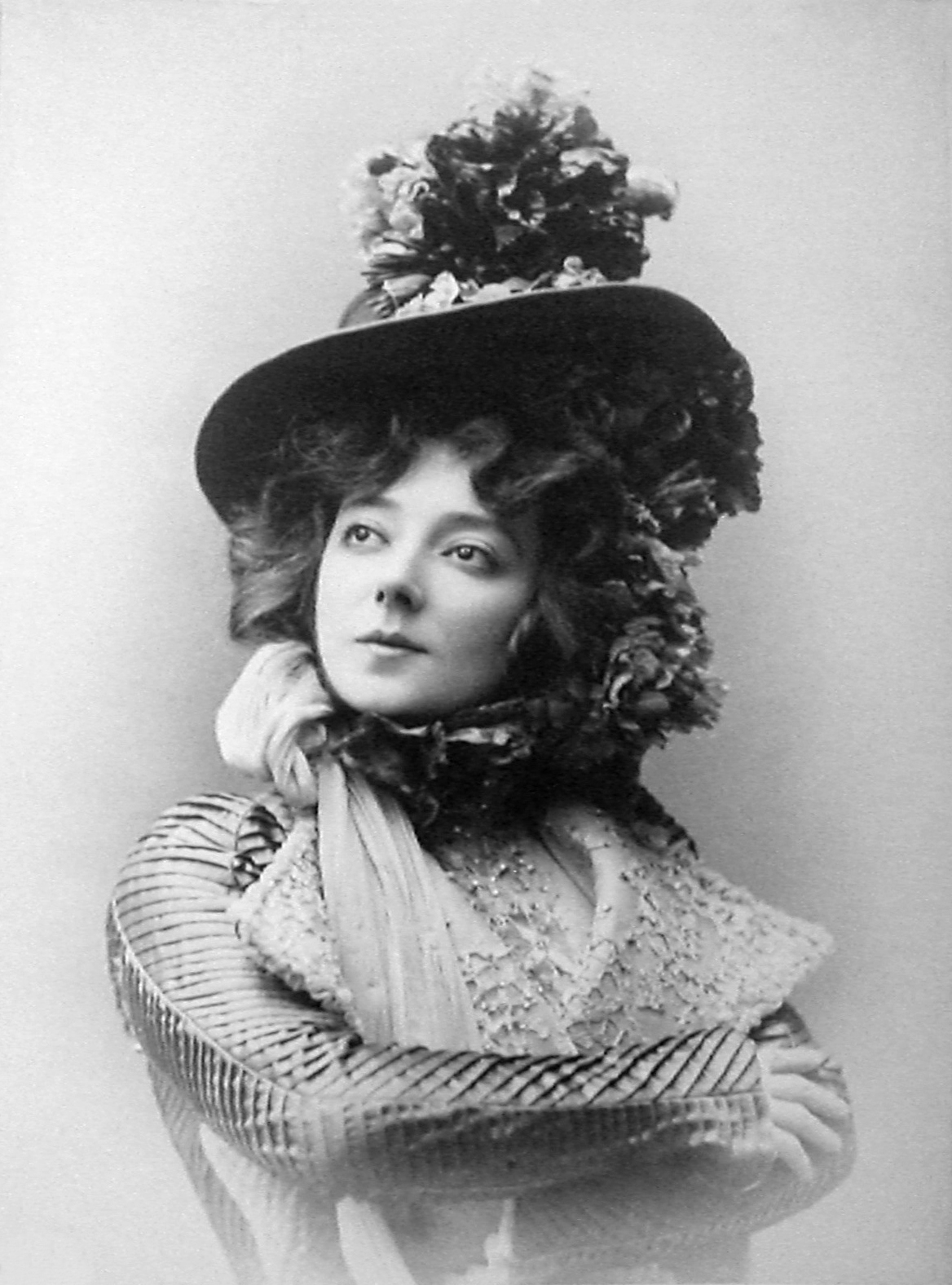
Anna Held, par Aimé Dupont
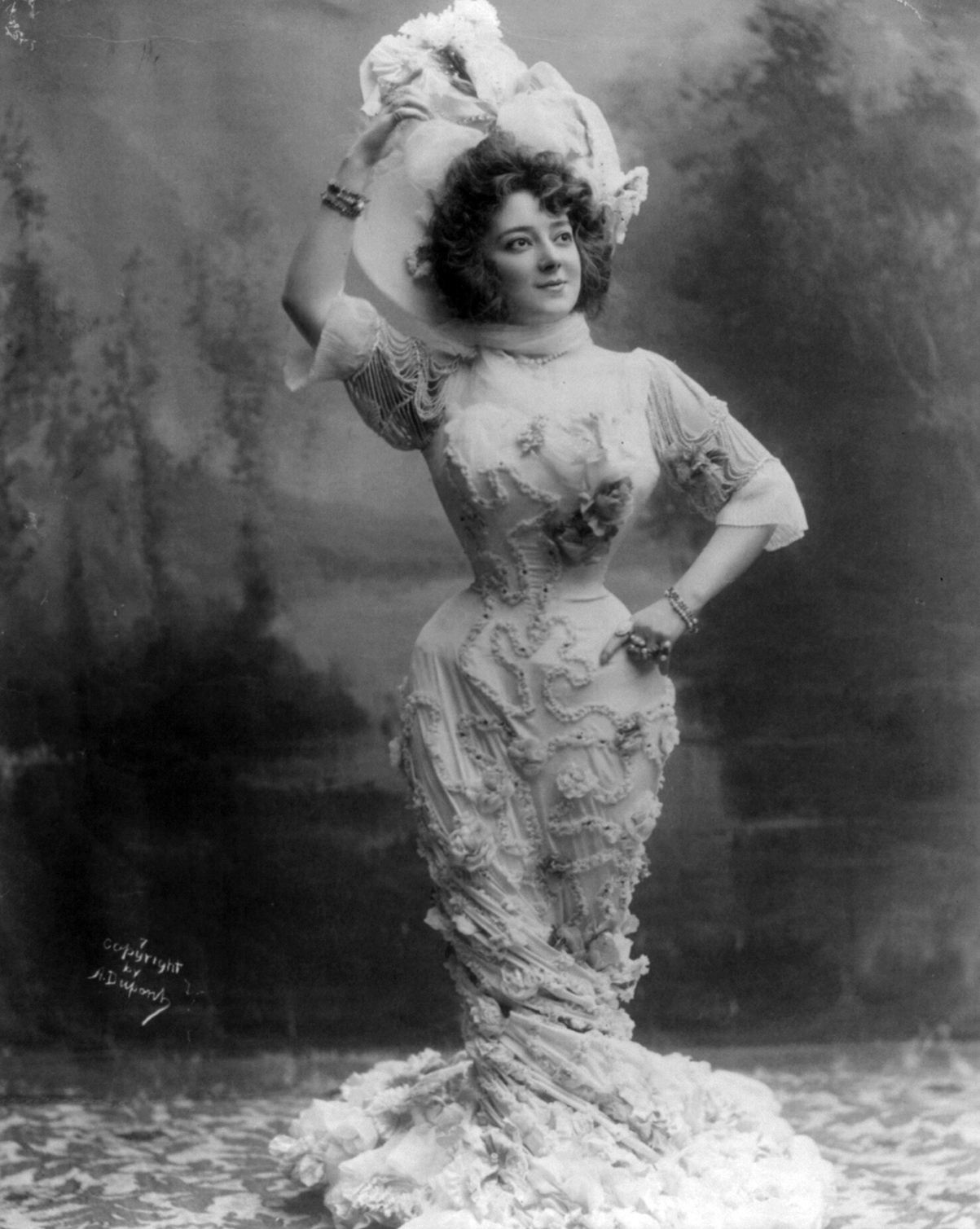
Anna Held
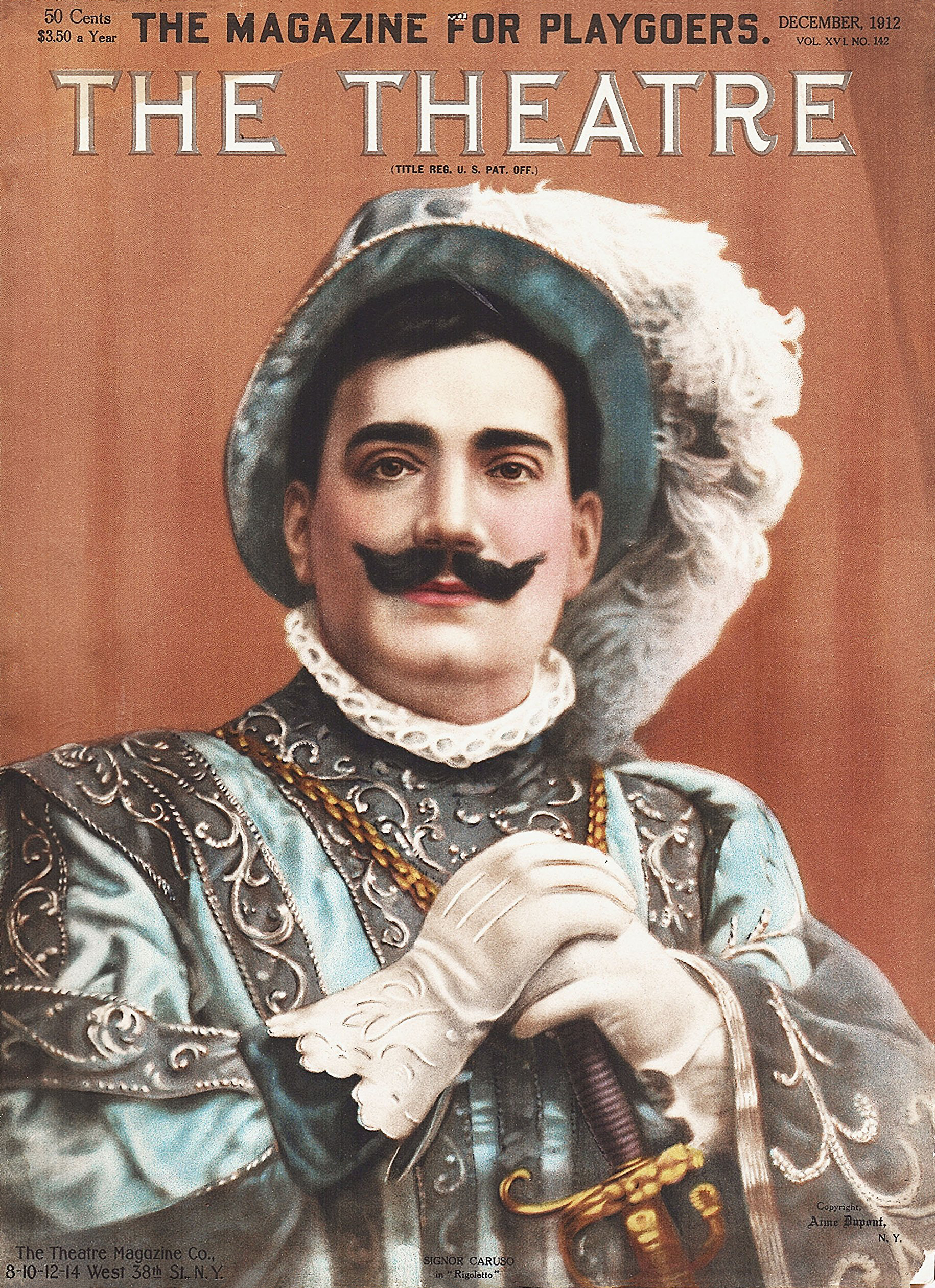
The Theatre FC, prosinec 1912
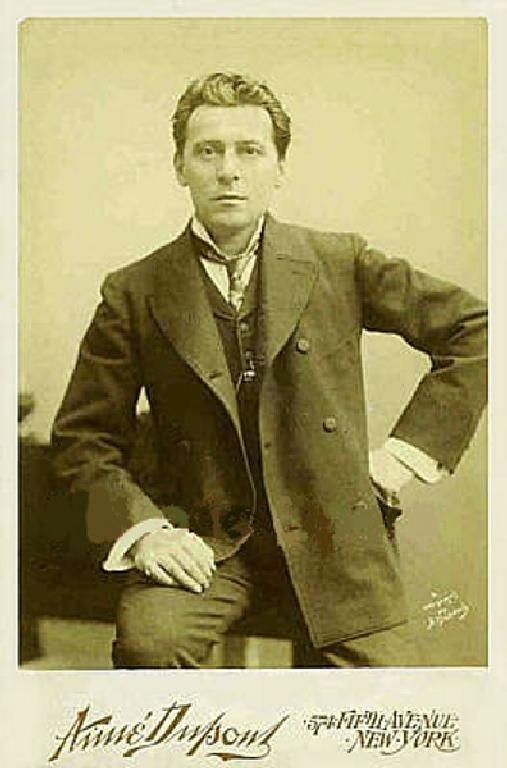
Giuseppe Campanari